# 新関駅 (岐阜県)
新関駅（しんせきえき）は、岐阜県関市栄町1丁目にあった名鉄美濃町線の駅である。美濃町線の廃止にともない、2005年（平成17年）4月1日をもって廃駅となった。

## 歴史
1911年（明治44年）に美濃町線が美濃電気軌道の路線として開通したのに合わせて開設された。開業時の駅名は関駅（せきえき）であったが、その後大正時代に入ると美濃関駅（みのぜきえき）、新美濃関駅（しんみのぜきえき）と相次いで改称され、新関駅に変更されたのは大正末期の1924年（大正13年）ころである。しかし当時の呼称は「しんぜきえき」であり、濁らず「しんせきえき」と呼ぶようになったのは1990年（平成2年）のことであった。
美濃町線の路線は2005年（平成17年）の廃止時こそ隣の関駅までだったものの、開業以来長きにわたって美濃市方面へ路線が伸びていた。電車は当駅を出発するとほぼ90度カーブし、終点の美濃駅に向かって北に進路をとっていた。しかし、この美濃駅までの区間は利用客の少ない末端区間であったことから1999年に美濃町線の他の区間に先立ち廃止される。当駅と関駅を結ぶ区間はこの廃止と同日に開通したもので、美濃町線で美濃市方面へ通じることができなくなった代わりに、関駅から長良川鉄道越美南線に乗り換えることでその目的に応えようとするものであった。ただ、前述のとおり美濃町線は2005年（平成17年）4月1日をもって全線が廃線となり、当駅も廃止された。関駅までの区間は開通からわずか6年での廃止であった。

## 沿革
- 1911年（明治44年）2月11日 - 美濃電気軌道の神田町駅（のちの岐阜柳ヶ瀬駅） - 上有知駅（のちの美濃駅）間の開通と同時に関駅として開業[5]。
- 大正初期 - 美濃関駅に改称[5]。
- 1923年（大正12年）10月5日 - 新美濃関駅に改称[5]。
- 1924年（大正13年）ころ - 新関駅に改称[5]。駅名の読みは「しんぜき」[3]。
- 1930年（昭和5年）8月20日 - 美濃電気軌道が名古屋鉄道（初代。同年中に名岐鉄道に改称し、1935年より名古屋鉄道に再改称）に合併。同社の美濃町線の駅となる[5]。
- 1958年（昭和33年）3月15日 - 新駅舎完成[5]。
- 1990年（平成2年）3月21日 - 駅名の読みを「しんせき」に変更[3]。
- 1999年（平成11年）4月1日 - 美濃町線の当駅 - 美濃駅間が廃止。同日に当駅 - 関駅間が開業[6]。
- 2005年（平成17年）4月1日 - 美濃町線の廃止に伴い廃駅となる[6]。

## 駅構造
相対式2面2線のホームを持つ有人駅。夜間滞泊も設定されていた。美濃駅方面の路線が存在したころは、美濃駅方面に向かって左側の1番線に新岐阜駅行き、右側の2番線に美濃駅行きの列車が発着した。それぞれのホームどうしは構内踏切で連絡する。
駅舎は1958年（昭和33年）に改築されている。駅本屋は2番線側に置かれていたが、1番線側からも構内に出入りすることができた。

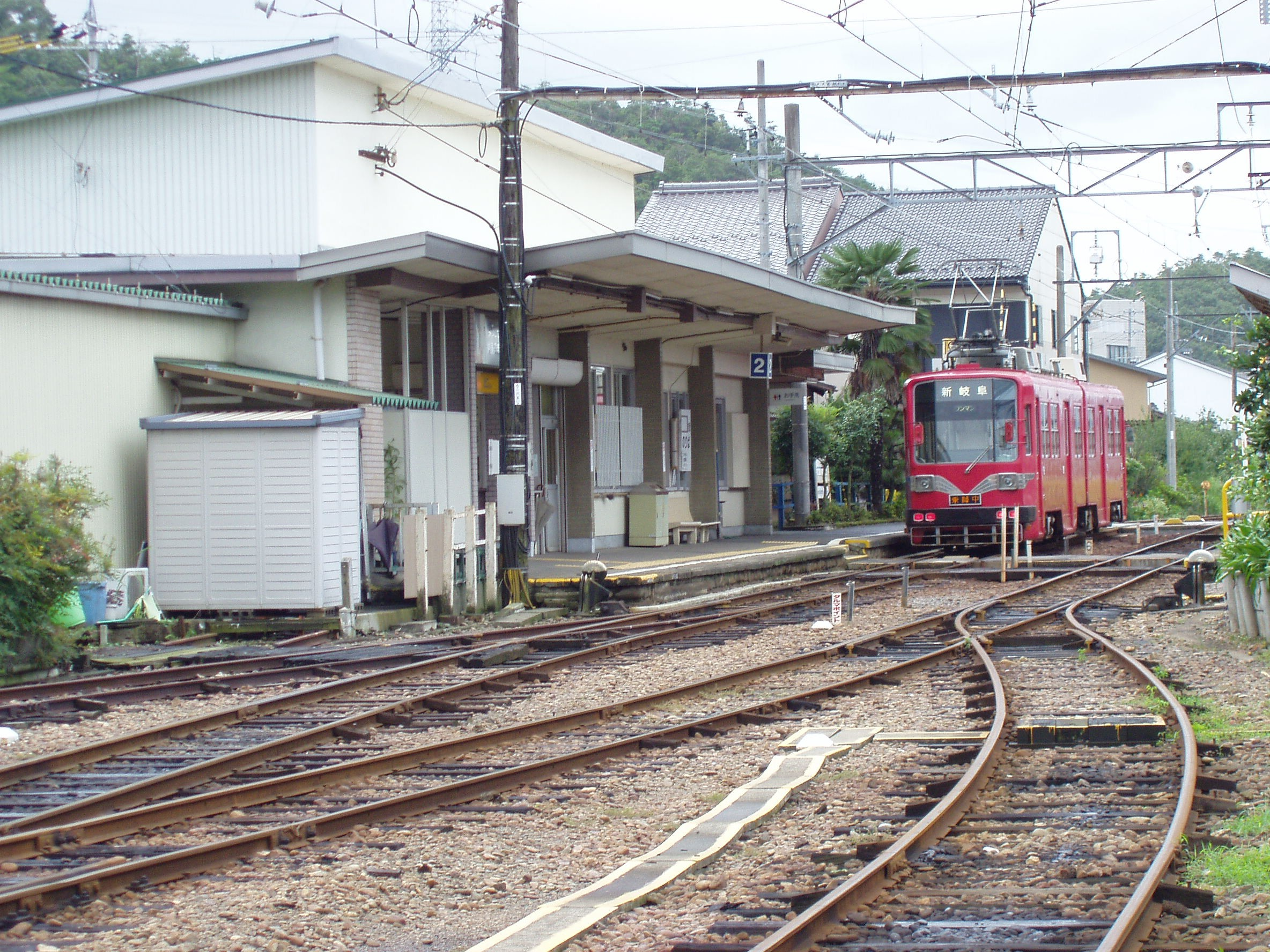
駅構内
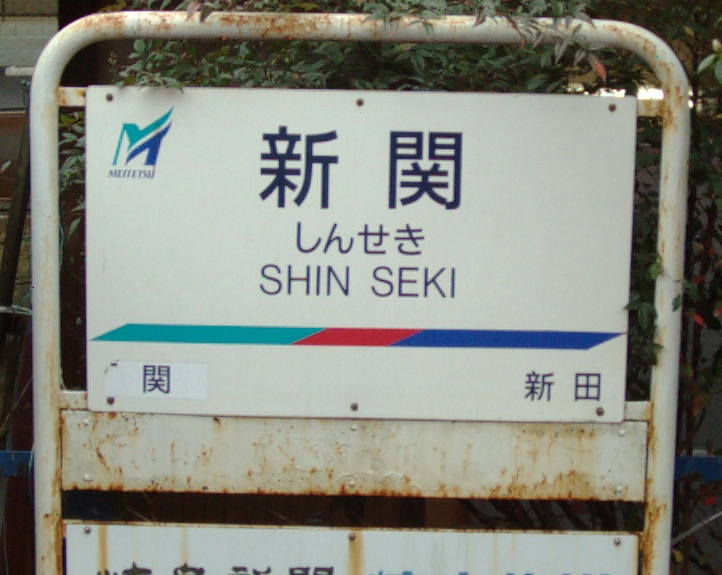
駅名標

### 配線図
| ← 新岐阜方面 | 新関駅 構内配線略図 | → 美濃方面 |
| 凡例 出典:   |                     |            |

## 利用状況
- 『名古屋鉄道百年史』によると1992年度当時の1日平均乗降人員は1,890人であり、この値は岐阜市内線均一運賃区間内各駅（岐阜市内線・田神線・美濃町線徹明町駅 - 琴塚駅間）を除く名鉄全駅（342駅）中177位、 美濃町線日野橋 - 美濃間（14駅）中1位であった[1]。

## 駅周辺

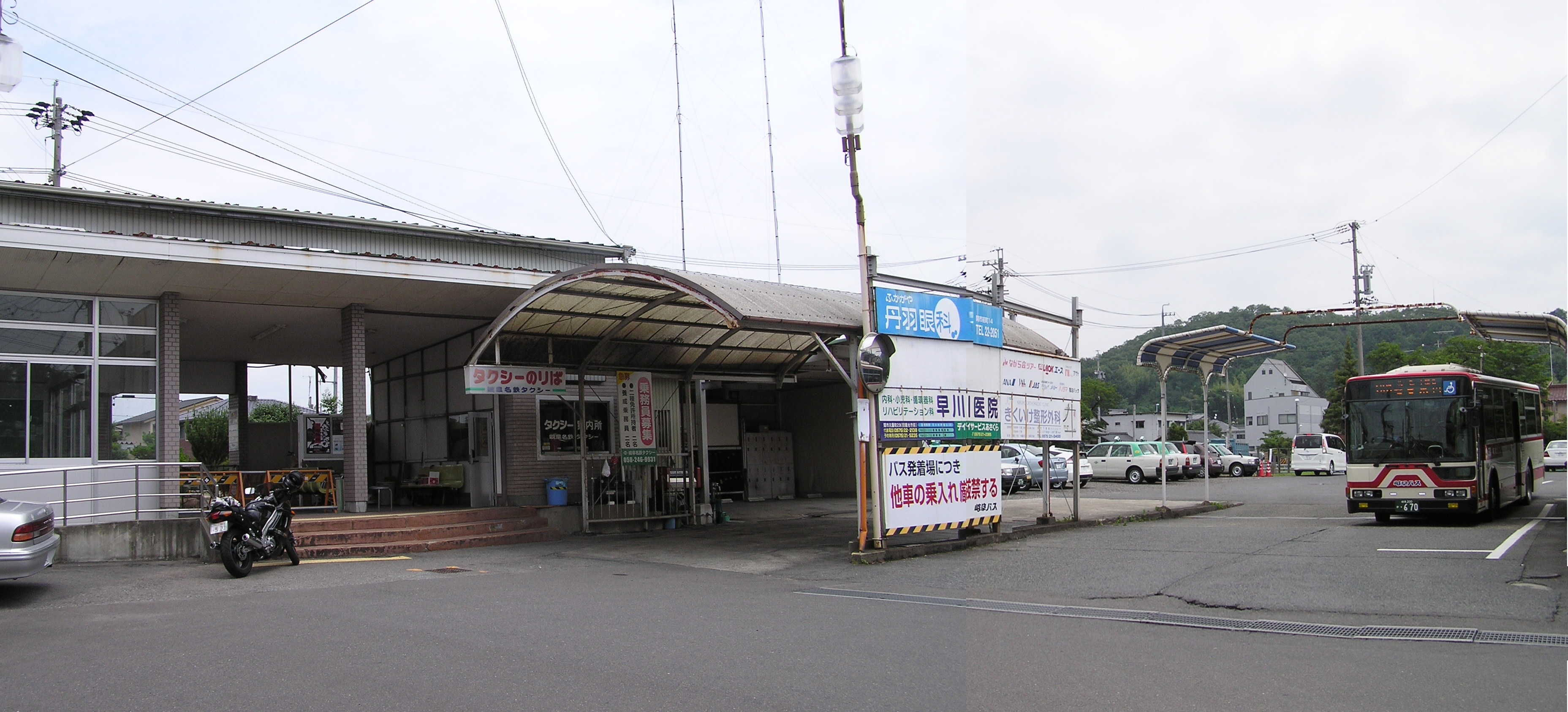
廃駅後のバスターミナルの様子（2012年撮影）

廃駅後も駅前は岐阜バスのバスターミナルとして機能していた（バス停名は「栄町一丁目」）が、「栄町一丁目」バス停は本町通り沿いに、バスターミナルとその向かいにあった岐阜バスの関旅行センターは関駅前（バス停名は「関シティターミナル」）に移転した。
併せて、旧駅舎とバスターミナル向かいにあった岐阜バスの関旅行センターの建物は2015年（平成27年）4月までに解体され、跡地には現在分譲住宅が数軒建っている。
- 国道248号
- 関栄町郵便局
- 関刃物工場
- 関市文化会館
- 関税務署

## 隣の駅
名古屋鉄道（名鉄）
美濃町線
新田駅 - 新関駅 - 関駅
美濃町線（1999年（平成11年）廃止区間）
新関駅 - 下有知駅